# Comiac
Comiac foi uma antiga comuna francesa na região administrativa de Occitânia, no departamento de Lot. Estendia-se por uma área de 29,27 km². Em 2010 a comuna tinha 234 habitantes (densidade: 8 hab./km²).
Em 1 de janeiro de 2016, ela foi incorporada ao território da nova comuna de Sousceyrac-en-Quercy.